# Оберстрајт
Оберстрајт (њем. Oberstreit) општина је у њемачкој савезној држави Рајна-Палатинат. Једно је од 119 општинских средишта округа Бад Кројцнах. Према процјени из 2010. у општини је живјело 264 становника. Посједује регионалну шифру (AGS) 7133075.

## Географски и демографски подаци
Оберстрајт се налази у савезној држави Рајна-Палатинат у округу Бад Кројцнах. Општина се налази на надморској висини од 200 метара. Површина општине износи 1,0 km². У самом мјесту је, према процјени из 2010. године, живјело 264 становника. Просјечна густина становништва износи 261 становника/km².